# إيزوكسوبرين
إيزوكسوبرين (يُستعمل على شكل هيدروكلوريد الإيزوكسوبرين) هو علاج من موسعات الأوعية الدموية وذلك عن طريق تنبيه مستقبلات بيتا الأدرينالية. وبالتالي فهو يؤثر بشكل مباشر كموسع للأوعية الدموية المحيطة.إضافة إلى تأثيره المرخي لعضلة الرحم والعضلات الملساء.يستعمل لدى البشر في علاج وقف المخاض الباكر وكذلك في علاج الأمراض الوعائية الدماغية والمحيطية.وكذلك يستعمل لعلاج ظاهرة رينو.
قد يزيد ايزوكسوبرين هيدروكلوريد من معدل ضربات القلب ويسبب تغيرات في ضغط الدم لذلك ينبغي استعماله بحذر مع الأدوية التي تؤثر على ضغط الدم مثل المهدئات والمسكنات.
كما يستعمل هذا العلاج للبشر فإنه يستعمل للحيوانات وبالخصوص للخيول، فهو يستعمل لعلاج حوافر الخيول.